# Vevey (Schiff)

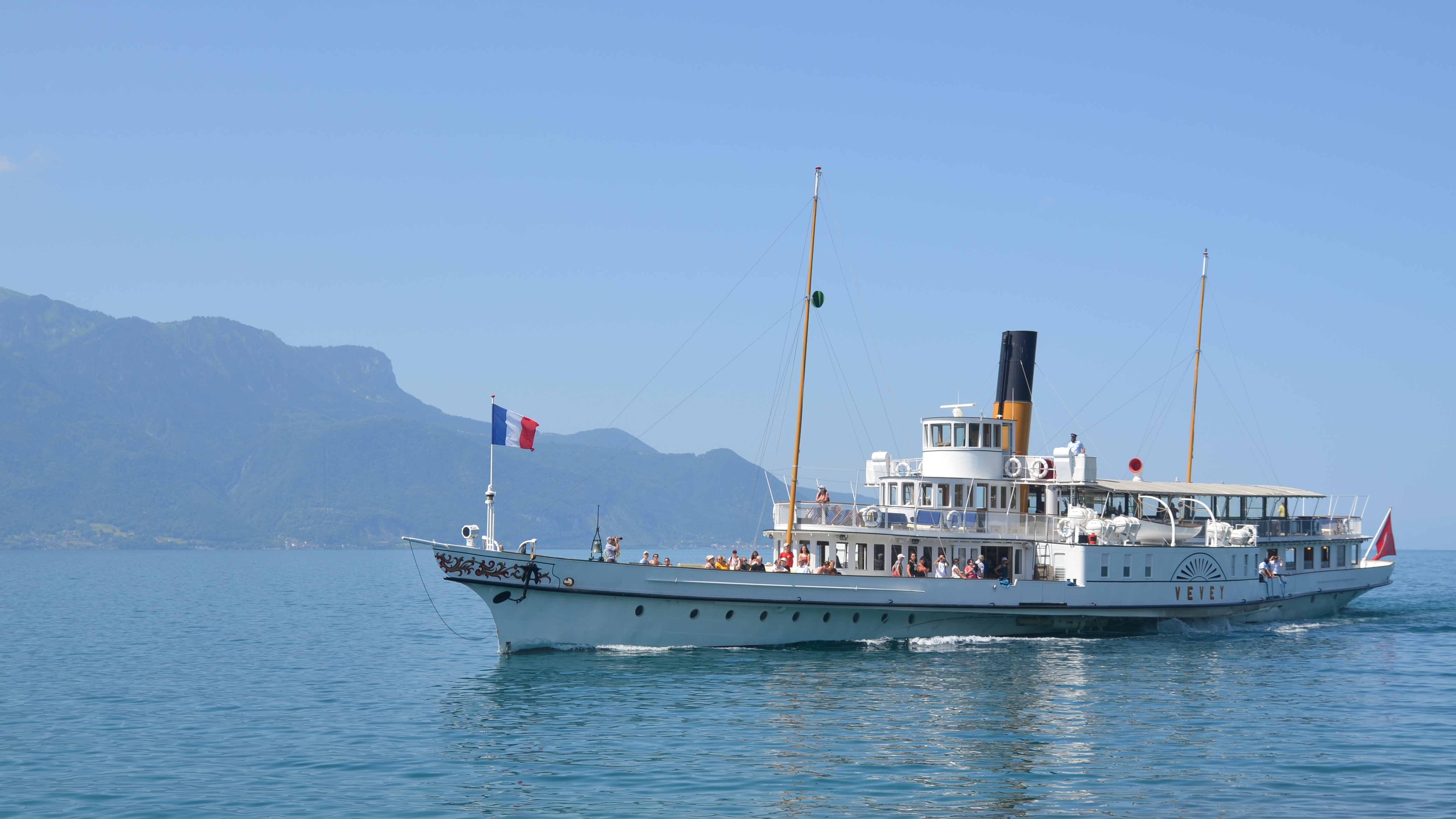
Die Vevey im Jahr 2022.

Die Vevey ist ein über Schaufelräder angetriebenes Motorschiff auf dem Genfersee, das 1907 von den Gebrüdern Sulzer in Winterthur als Schaufelraddampfer gebaut wurde.

## Geschichte
Das Schiff charakterisiert sich durch einen 1.-Klasse-Salon im Jugendstil der im Originalzustand erhalten geblieben ist. Mit einer Länge von 66 Meter, einer Breite von 14 Meter hat die Vevey aktuell ein Fassungsvermögen von 560 Personen. Das Schiff, das nach der Stadt Vevey am Genfersee benannt ist, wurde in den Jahren 1953 bis 1955 auf dieselelektrischen Antrieb umgebaut und letztmals in den Jahren 2012 und 2013 umfassend überholt.
Der Raddampfer ist einer der acht Schaufelraddampfer der Compagnie Générale de Navigation sur le Lac Léman (CGN), die im Jahre 2014 den Europa-Nostra-Preis der Europäischen Union für das Kulturerbe Europas, für die exemplarische Erhaltung der Belle Époque Dampferflotte erhalten haben. Diese acht Raddampfer prägen nach wie vor die Personenschifffahrt auf dem gesamten Genfersee massgeblich.